# Altorricón
Altorricón (katalanisch El Torricó) ist eine Gemeinde in der Provinz Huesca in der Autonomen Gemeinschaft Aragonien in Spanien. Sie liegt im ebenen, südlichen Teil der Comarca La Litera in der überwiegend katalanischsprachigen Franja de Aragón.

## Geschichte
Die jedenfalls schon in der Jungsteinzeit besiedelte Gemeinde gehörte bis 1935 zu Tamarite de Litera.

## Bevölkerung
| 1950  | 1960 | 1970 | 1978  | 1991  | 1996  | 2001  | 2004  | 2005  | 2006  | 2008  |
| ----- | ---- | ---- | ----- | ----- | ----- | ----- | ----- | ----- | ----- | ----- |
| 1.543 | –    | –    | 1.687 | 1.259 | 1.454 | 1.457 | 1.447 | 1.462 | 1.469 | 1.491 |

## Sehenswürdigkeiten
- Pfarrkirche San Bartolomé
- Romanische Einsiedelei San Bartolomé
- Die iberischen Siedlungen in Tosal Gros und Torre Claret.